# Mario Turdó
Mario Héctor Turdó (Rosario, 1º gennaio 1979) è un ex calciatore argentino, di ruolo attaccante.

## Carriera
Esordisce in massima serie con la maglia dell'Independiente il 24 agosto 1997. Ha giocato in Europa con le maglie di Rennes, Celta Vigo, Las Palmas e Leganés.
Nel 2005 torna in Argentina al Quilmes. In seguito gioca con il Gimnasia (J) e con il San Martín (T).